# Gernika Club
El Gernika Club és un club de futbol basc de Gernika. Fundat el 1922, juga a la Segona Divisió B – Grup 2, i disputa els partits com a local a l'Estadi Urbieta, que té capacitat per a 3,000 espectadors asseguts.

## Jugadors coneguts
- Gorka Luariz
- Johann Duveau
- Gorka Iraizoz
- Aritz Lopez Garai
- Koikili Lertxundi
- Martín Merquelanz